# ヘレナ・フィビンゲロバ
ヘレナ・フィビンゲロバ (Helena Fibingerová、1949年7月13日 - )は、チェコスロバキア（チェコ）の陸上競技選手。女子砲丸投の元世界記録保持者であり、1976年モントリオールオリンピックで銅メダルを獲得。1983年の第1回の世界選手権の優勝者でもある。
彼女は、現在でも砲丸投の室内世界記録保持者(22m50、1977年)である。

## 主な実績
| 年   | 大会                 | 場所                         | 種目   | 結果 | 記録   |
| ---- | -------------------- | ---------------------------- | ------ | ---- | ------ |
| 1974 | ヨーロッパ陸上選手権 | ローマ（イタリア）           | 砲丸投 | 銅   | 20.33m |
| 1976 | オリンピック         | モントリオール（カナダ）     | 砲丸投 | 銅   | 20.67m |
| 1978 | ヨーロッパ陸上選手権 | プラハ（チェコスロバキア）   | 砲丸投 | 銀   | 20.86m |
| 1979 | IAAFワールドカップ   | モントリオール（カナダ）     | 砲丸投 | 2位  | 19.74m |
| 1981 | IAAFワールドカップ   | ローマ（イタリア）           | 砲丸投 | 2位  | 19.92m |
| 1982 | ヨーロッパ陸上選手権 | アテネ（ギリシャ）           | 砲丸投 | 銀   | 20.94m |
| 1983 | 世界陸上選手権       | ヘルシンキ（フィンランド）   | 砲丸投 | 金   | 21.05m |
| 1985 | IAAFワールドカップ   | キャンベラ（オーストラリア） | 砲丸投 | 3位  | 19.17m |

## 世界記録
- 21.57m (1974年)
- 21.99m (1976年)
- 22.32m (1977年)